# Simon Dach
Simon Dach (29. července 1605 – 15. dubna 1659) byl německý barokní básník a spisovatel.

## Biografie
Pocházel z pruského Memelu (dnešní litevské Klaipėdy), jeho otec byl tlumočníkem z litevštiny. Vystudoval v Královci (dnešní Kaliningrad) filosofii a teologii. Na stejné univerzitě se pak stal roku 1639 profesorem básnictví a roku 1656 rektorem.